# عبيدة بن الحارث
عبيدة بن الحارث بن المطلب هو صحابي بدري، استشهد إثر إصابته من مُبارزة شيبة بن ربيعة في غزوة بدر.

## سيرته
هو عبيدة بن الحارث بن المطلب بن عبد مناف بن قصي،  وقيل: عبيدة بن الحارث بن عبد المطلب. أسلم قديمًا قبل دخول النبي محمد دار الأرقم، هو وأبو سلمة بن عبد الأسد، والأرقم بن أبي الأرقم، وعثمان بن مظعون في وقت واحد. وأم عبيدة بن الحارث هي سخيلة بنت خزاعي بن الحويرث الثقفية. وكان عبيدة أقدم من النبي محمد بعشر سنوات.
هاجر مع أخويه الطفيل، والحصين، ومسطح بن أثاثة إلى يثرب. وآخى النبي محمد بينه وبين بلال بن رباح، وقيل بينه وبين عمير بن الحمام. وبعد الهجرة، عقد له النبي محمد لواءً في شوال سنة 1 هـ على 60 رجلاً من المهاجرين ليس فيهم أحدًا من الأنصار، فالتقى 200 رجل من قريش بقيادة أبي سفيان بن حرب عند ثنية المرة على ماء يقال لها أحياء بالقرب من رابغ، فتراميا بالسهام دون أن يشتبكا بالسيوف، وكان أول من رمى يومئذ سعد بن أبي وقاص.
شارك عبيدة بعدئذ في غزوة بدر، وخرج في بداية المعركة للمبارزة، فبارزه شيبة بن ربيعة، فضرب كل منهما الآخر ضربة، فأصاب شيبة ساق عبيدة، ثم هاجم حمزة بن عبد المطلب، وعلي بن أبي طالب شيبة فقتلاه، وحملا عبيدة إلى معسكر المسلمين، ثم مات عبيدة بعد ذلك من جُرحه بالصفراء، في العُشر الأخير من رمضان سنة 2 هـ، وعمره يومئذ 63 سنة.
كان لعبيدة قدر ومنزلة كبيرة عند النبي محمد، وكان رجلاً ربعة أسمر حسن الوجه. وترك من الولد معاوية، وعون، ومنقذ، والحارث، ومحمد، وإبراهيم، وريطة، وخديجة، وسخيلة، وصفية أمهاتهم أمهات ولد.